# Rychnov u Jablonce nad Nisou
Rychnov u Jablonce nad Nisou (niem. Reichenau bei Gablonz) – miasto w Czechach, w kraju libereckim.
1 stycznia 2017 gminę zamieszkiwało 2746 osób, a ich średni wiek 39,0 roku.  

## FiliaGroß-Rosen
W miejscowości znajdowała się filia obozu koncentracyjnego Groß-Rosen. Więźniowie pracowali w fabryce Getewent, która działała w wykutych podziemnych sztolniach. 

## Demografia
| Rok             | 1970  | 1980  | 1991  | 2001  | 2003  |
| --------------- | ----- | ----- | ----- | ----- | ----- |
| Liczba ludności | 1 924 | 1 967 | 1 822 | 2 013 | 2 122 |

Źródło: Czeski Urząd Statystyczny